# Don Henley
Pour les articles homonymes, voir Henley.
Donald Hugh Henley, né le 22 juillet 1947 à Gilmer (États-Unis), est un musicien américain. Il est chanteur, batteur, guitariste, auteur-compositeur-interprète, producteur et membre fondateur des Eagles. Il a été le batteur et un des chanteurs du groupe de 1971 jusqu'à sa première dissolution en 1980. Il a repris ces fonctions pour la réunion en 1994. Il est le seul membre original constant du groupe depuis sa formation. Henley a chanté sur des succès tels que Witchy Woman, Desperado, Best of my Love, One of These Nights, Hotel California, Life in the Fast Lane, The Long Run et Get Over It.
Après la première dissolution des Eagles en 1980, Henley entreprend une carrière solo et sort son premier album sous son nom, I Can't Stand Still, en 1982. Il sort par la suite quatre autres albums studio, deux albums de compilation et un album live (en format audio et vidéo). Ses succès en solo incluent Dirty Laundry, The Boys of Summer, All She Wants To Do Is Dance, Heart of the Matter, The Last Worthless Evening, Sunset Grill, Not Enough Love in the World et The End of the Innocence.
Au total, Don Henley a publié sept albums studio avec les Eagles et cinq en tant qu'artiste solo. Les Eagles ont vendu plus de 150 millions d'albums dans le monde, ont remporté six Grammy Awards, ont eu cinq singles classés numéro un, 17 singles classés parmi les 40 meilleures ventes et six albums classés numéro un. Le groupe a été intronisé au Temple de la renommée du Rock and Roll en 1998 et reste le groupe américain le plus vendu de l'histoire de la musique enregistrée. En tant qu’artiste solo, Henley a vendu plus de 10 millions d’albums dans le monde entier, a publié 8 singles classés parmi les 40 meilleures ventes du Billboard Hot 100, a remporté deux Grammy Awards et cinq MTV Video Music Awards. En combinaison avec les Eagles et en tant qu'artiste solo, Henley a donc publié 25 singles classés parmi les 40 meilleures ventes. En 2008, il a été classé 87e plus grand chanteur de tous les temps par le magazine Rolling Stone.
Henley a également joué un rôle fondateur dans plusieurs causes environnementales et politiques, notamment le projet Walden Woods. De 1994 à 2016, il a divisé ses activités musicales entre les Eagles et sa carrière solo.

## Biographie

### Jeunesse
Donald Hugh Henley est né à Gilmer et a grandi dans la petite ville de Linden, au nord-est du Texas. Il est le fils de Hughlene McWhorter et de C. J. Henley. Il est d'ascendance irlandaise, anglaise et écossaise. Henley a fréquenté le lycée Linden-Kildare où il a d'abord joué au football mais, en raison de sa taille relativement petite, son entraîneur lui a suggéré de démissionner. Il a alors rejoint le groupe musical de son école, jouant d'abord du trombone, puis des percussions. Après avoir quitté l'école en 1965, il a commencé ses études à la Stephen F. Austin State University à Nacogdoches, au Texas. Il a ensuite fréquenté la North Texas State University (rebaptisée en 1988 l'Université du Nord du Texas) à Denton (Texas) de 1967 à 1969. Henley a quitté l'école pour passer du temps avec son père, qui se mourait de sa maladie cardio-vasculaire.

### Les premiers groupes
Alors qu'il est encore au lycée, Henley est sollicité pour rejoindre un groupe de dixieland, nommé The Four Speeds, formé par Elmer Bowden, père de son ami d'enfance Richard, qui est aussi leur gérant, incluant en outre Freddie Neese à la guitare, Jerry Surrat à l'orgue et à la trompette, Richard Bowden à la basse, et donc Don Henley à la batterie et au chant. Ils gravent deux singles publiés en 1964 : Why Did You Leave Me / Bedrock et Variety / El Santa. En 1967, le groupe est renommé Felicity, et signe avec un producteur local, sortant un single avec en face A la chanson Hurtin' écrite par Richard Bowden et en face B la chanson I'll Try It écrite par Don Henley. En 1969, ils rencontrent par hasard le chanteur texan Kenny Rogers qui s'intéresse à leur groupe. Ils changent alors de nouveau leur nom pour devenir Shiloh, et enregistrent quelques chansons pour Rogers ; leur premier single sous ce nom est Jennifer (O My Lady) / Tell Me To Get Out Of Your Life. Mais l'organiste Jerry Surrat meurt dans un accident de motocross juste avant la sortie de ce disque. Les membres de Shiloh sont alors : Don Henley à la batterie et au chant, Richard Bowden à la guitare et au chant, son cousin Michael Bowden à la basse, Al Perkins à la guitare, et Jim Ed Norman recruté comme nouvel organiste. Kenny Rogers aide à signer le groupe chez Amos Records et l'amène à Los Angeles en juin 1970. Ils enregistrent alors un album (sans titre ou intitulé simplement Shiloh) produit par Kenny Rogers aux studios Larrabee. Ils vivent chez Kenny pendant quelques mois. Shiloh est dissous en 1971 à cause de fréquentes disputes concernant le leadership du groupe et des divergences créatives entre Don Henley et Richard Bowden. (L'organiste Jim Ed Norman travaillera plus tard avec les Eagles comme pianiste et claviériste sur les albums Desperado, One of These Nights, Hotel California ainsi que sur Eagles Live, en plus de diriger les arrangements de cordes et les orchestrations. Il travaillera aussi avec le groupe America pour leur album Hat Trick, ainsi qu'avec Anne Murray, Kenny Rogers, Hank Williams, Jr., Emmylou Harris et d'autres grands noms de la country.)

### Linda Ronstadt et la création des Eagles
À Los Angeles, Don Henley rencontre Glenn Frey puisque tous deux sont sur le même label (Glenn Frey formant alors avec J.D. Souther le duo Longbranch Pennywhistle récemment signé chez Amos Records). Ils sont sollicités par le gérant John Boylan pour devenir membres du groupe accompagnateur de Linda Ronstadt pour sa tournée de 1971. Cette occasion de tourner avec elle fut le catalyseur de la formation des Eagles : Henley et Frey décident de former leur propre groupe ; ils sont rejoints par Randy Meisner (ex-Poco) à la basse, et Bernie Leadon (précédemment membre de The Flying Burrito Brothers) à la guitare et au banjo, devenant les Eagles. (Randy et Bernie ont également joué dans le groupe de soutien de Ronstadt, mais les quatre musiciens n'ont cependant joué ensemble qu'une fois auparavant, le personnel de ce groupe ayant changé au cours de la tournée.)

### Les Eagles
Les Eagles sont officiellement formés en septembre 1971 et signent sur le label de David Geffen, Asylum Records. Ils sortent en 1972 leur premier album studio (sans titre ou simplement intitulé The Eagles), comportant la chanson Take It Easy, écrite par Jackson Browne et Glenn Frey, qui est le premier succès du groupe. Henley écrit la plupart des chansons les plus connues du groupe, généralement en collaboration avec Frey. Witchy Woman, co-écrite avec Leadon, est sa première chanson à succès, tandis que Desperado marque le début de son partenariat d'écriture avec Glenn Frey.
Don Henley chante sur beaucoup de chansons populaires du groupe, notamment Desperado, Witchy Woman, Best of My Love, One of These Nights, Hotel California, The Long Run, Life in the Fast Lane (signée par Don Henley, Glenn Frey et Joe Walsh). Les Eagles remportent de nombreux Grammy Awards au cours des années 1970, devenant l'un des groupes de rock les plus titrés de tous les temps. Ils font également partie des cinq groupes mondiaux les plus vendus aux États-Unis, et sont le groupe américain le plus vendu aux États-Unis. Le duo Henley / Frey a été considéré comme l'équivalent américain du duo Lennon / McCartney au Royaume-Uni.[réf. nécessaire]
Le groupe se sépare une première fois en 1980 à la suite d’une tournée difficile et de tensions personnelles lors de l’enregistrement de l'album The Long Run. Toutefois, ils se réunissent 14 ans plus tard, en 1994, et publient alors l'album live Hell Freezes Over. Le titre de l'album fait référence à une citation de Don Henley après la dissolution du groupe en 1980 ; lorsque les gens lui demandaient quand le groupe jouerait à nouveau ensemble, il répondait invariablement : « quand l'enfer gèlera ! » (« When Hell freezes over! »). Don Henley continue de tourner et d’enregistrer avec les Eagles. Leur dernier album studio en date, Long Road Out of Eden, est sorti en 2007. Le groupe a effectué plusieurs tournées très réussies, telles que Hell Freezes Over (1994-1996) et la tournée Long Road Out of Eden. Le 1er avril 2013, lors d'un concert au Casino Rama de Rama, en Ontario, Henley a annoncé la tournée History of the Eagles, qui a débuté en juillet 2013 et s'est terminée en juillet 2015, six mois avant le décès de Glenn Frey. Aux Grammy Awards 2016, les Eagles et Jackson Browne ont interprété Take It Easy en hommage à Frey.
Dans un entretien à l'émission de Charlie Rose, Henley a déclaré en mars 2001 que « les groupes de rock marchent mieux comme dictature bienveillante », c'est-à-dire quand les principaux auteurs-compositeurs (dans le cas des Eagles, Don Henley et Glenn Frey) prennent toutes les décisions importantes. 
À la suite du décès de Glenn Frey, il y a eu un moment de flottement quant à savoir si le groupe arrêterait ou s'il continuerait, puis les trois musiciens restants – Don Henley, Joe Walsh et Timothy B. Schmit – se sont retrouvés et ont décidé de continuer, recrutant deux nouveaux membres, soit le fils de Glenn, Deacon Frey, à la guitare, aux claviers et au chant, ainsi que Vince Gill à la guitare et au chant.

### Carrière solo
Après la première dissolution des Eagles, Henley se lance dans une carrière solo. Lui et Stevie Nicks (sa compagne de l’époque) chantent ensemble sur le titre Leather and Lace, un succès aux classements Top 10 Pop et Adult Contemporary, écrit par Nicks pour Waylon Jennings et son épouse Jessi Colter à la fin de 1981. Le premier album solo de Henley, I Can't Stand Still, se vend modérément. Le single Dirty Laundry a atteint la troisième place au classement Billboard Hot 100 au début de 1983, et est certifié disque d'or (correspondant à des ventes dépassant le million d'exemplaires aux États-Unis). Ce titre, qui est le plus grand succès de Henley en solo, est également nommé pour un Grammy Award.
En 1982 Henley contribue à la bande originale du film Fast Times at Ridgemont High avec sa chanson Love Rules.
En 1984 il publie l'album Building the Perfect Beast. The Boys of Summer sort en single et atteint la 5e place du Billboard Hot 100. Le clip de la chanson est réalisé par Jean-Baptiste Mondino et remporté plusieurs MTV Video Music Awards, dont celui de la meilleure vidéo de l'année. Henley remporte également le Grammy Award de la meilleure performance vocale rock masculine pour ce même titre. Plusieurs autres chansons de l'album font l'objet d'une diffusion considérable ; All She Wants to do is Dance (no 9 au Hot 100), Not Enough Love in the World (no 34) et Sunset Grill (no 22).
En 1986 il obtient un nouveau succès avec Who Owns This Place? (no 3), extraite de la bande originale du film The Colour of Money.
En 1989, The End of the Innocence connaît un succès encore plus grand. La chanson titre de l'album, une collaboration avec Bruce Hornsby, atteint le numéro 8 en tant que single. The Heart of the Matter, The Last Worthless Evening et New York Minute ont également beaucoup été diffusées à la radio. Henley remporte à nouveau le Grammy Award de la meilleure performance vocale rock masculine en 1990. Également en 1990, il fait une brève apparition dans la série Unplugged de MTV. 
En 1995, Henley sort le single The Garden of Allah pour promouvoir la compilation Actual Miles: Henley's Greatest Hits. 
Lors des concerts, Henley joue la batterie et chante simultanément sur certaines chansons des Eagles. Sur ses chansons en solo et d'autres chansons des Eagles, il chante en jouant de la guitare électrique. Les chansons des Eagles ont parfois fait l'objet de réarrangements drastiques, tels la version acoustique de Hotel California sur l'album Hell Freezes Over.[pertinence contestée]
MusicRadar a cité Don Henley parmi une liste des douze plus grands batteurs-chanteurs de l'histoire du rock. 
Le 25 juin 2019, le New York Times Magazine a mentionné Don Henley parmi des centaines d'artistes dont le matériel aurait été détruit lors de l'incendie des Studios Universal de 2008 à Hollywood.

### Poursuites judiciaires avec Geffen Records
Henley a été impliqué pendant de nombreuses années dans un imbroglio juridique avec Geffen Records. En janvier 1993, à la suite de longues tensions entre Henley et le label, le différend est rendu public et la maison de disques intente un procès en rupture de contrat pour un montant de 30 millions de dollars devant la Cour supérieure de justice, après avoir reçu un préavis de Henley exposant son souhait de mettre fin à son contrat. Selon la société, il restait redevable de deux autres albums studio et d'une compilation. Henley souhaitait signer avec EMI un contrat de publication pour un montant de plusieurs millions de dollars ; Geffen Records l'a empêché, ce qui a fortement contrarié Henley.
Geffen Records a affirmé que Henley était en rupture de contrat et qu'il avait tenté de résilier son contrat en 1993 en se basant sur une ancienne loi. En vertu de la loi californienne promulguée plus de 50 ans auparavant pour libérer les acteurs des contrats à long terme, les artistes de spectacle ne peuvent être contraints de travailler pour aucune compagnie pendant plus de sept ans. Geffen Records ne souhaitait pas que Henley signe avec un autre label, tandis que Sony et EMI avaient convenu de ne pas signer Henley. Il a donc poursuivi Geffen Records en justice, affirmant qu'il avait été trompé par David Geffen, lequel avait passé des accords avec d'autres maisons de disques pour ne pas le signer. Henley est finalement devenu un ardent défenseur des droits des musiciens, s’opposant aux labels de musique qui, selon lui, refusent de verser aux artistes les redevances qu’ils leur doivent. Henley a trouvé un accord avec Geffen Records lorsque la réunion des Eagles a pris son envol et que la société a finalement encaissé une grande partie des bénéfices de l'album Hell Freezes Over. Glenn Frey avait également des démêlés juridiques avec son label, MCA Records (dont la société mère avait également acquis Geffen). Avant que la tournée de réunion des Eagles puisse commencer, le groupe devait intenter un procès contre Elektra Records, qui avait prévu de sortir une nouvelle compilation des Eagles. Le groupe a finalement remporté cette bataille.
Une longue période sans nouvel enregistrement s'ensuivit, alors que Henley attendait le verdict du conflit avec sa maison de disques, tout en participant en 1994 à la tournée de retrouvailles avec les Eagles et à l'album live Hell Freezes Over. Pendant la pause, Henley a enregistré la reprise du vieux succès Sit Down, You're Rocking The Boat pour la Bande Originale du film Leap of Faith. Il a participé en tant qu'accompagnement vocal à la chanson Walkaway Joe, un succès pour la vedette country Trisha Yearwood, a chanté en duo avec Patty Smyth sur Sometimes Love Just Ain't Enough, et avec l'ex-Pink Floyd Roger Waters sur la chanson Watching TV de son troisième album solo, Amused to Death, sorti en 1992. Henley a fourni la voix de Henry Faust dans Faust de Randy Newman, une comédie musicale de 1993, publiée en CD cette même année.
Don Henley et Courtney Love ont témoigné lors d'une audition devant le Sénat californien sur les lois contractuelles de cet État, le 5 septembre 2001 à Sacramento. En 2002, Henley est devenu le dirigeant de la Recording Artists Coalition. L'objectif principal de la coalition est de collecter des fonds pour mener une bataille juridique et politique contre les principaux labels. Henley indique que l'association cherche à modifier les règles fondamentales qui régissent la plupart des contrats d'enregistrement, y compris la propriété du droit d'auteur, le contrôle à long terme de la propriété intellectuelle et les pratiques comptables déloyales. L'association a déposé un mémoire en tant qu'amicus curiae dans l'affaire Napster, exhortant la juge de district, Marilyn Hall Patel, à ne pas accepter les revendications, de la part de l'industrie, de l'application générale de la notion de « travail réalisé sur commande » en matière de publication musicale, et donc du prétendu droit de propriété qui s'y rattacherait.

### Inside Jobet travail solo récent
En 2000, onze ans après The End of Innocence, Henley publie un nouvel album solo intitulé Inside Job, qui culmine au numéro 7 du Billboard 200, générant les singles : Taking You Home, Everything Is Different Now, Workin' It et For My Wedding. Il interprète des chansons de l'album dans un épisode de VH1 Storytellers en 2000. En 2002, un enregistrement live intitulé Don Henley: Live Inside Job sort en CD et DVD.
En 2005, Henley joue en première partie de dix concerts de Stevie Nicks lors de sa tournée Two Voices.
En 2007, Henley chante un duo avec Kenny Rogers sur le titre Calling Me de son album de 2006, Water & Bridges. Et en 2007 il chante en duo avec Reba McEntire sur Break Each Other's Heart Again, de l'album Reba: Duets. 
Dans une interview pour CNN en 2007, alors qu'il discutait de l'avenir des Eagles, Henley a indiqué qu'il envisageait encore d'autres disques : « Mais nous avons tous encore quelques projets en solo. J'ai toujours un contrat avec un label majeur [Warner Bros.] pour deux autres albums. »
En janvier 2011, Henley commence à travailler sur un album de reprises country intitulé Cass County, avec des artistes invités. de Brooks & Dunn a enregistré une chanson avec Henley, tandis qu'Alison Krauss fait les chœurs sur trois morceaux. Cass County sort finalement le 25 septembre 2015. Sur cet album on retrouve aussi : Vince Gill, Mick Jagger, Merle Haggard, Michelle Branch, Martina McBride, Trisha Yearwood, Dolly Parton, Martie Maguire, etc.
En 2015, Don Henley reçoit le prix « Lifetime Achievement » (pour l'ensemble de son œuvre) lors de la cérémonie des East Texas Music Awards.

### Implications politiques et autres causes
En 1990, Henley a fondé le Walden Woods Project (en) pour aider à protéger l'étang de Walden du développement urbain. L’institut Thoreau de l'étang de Walden avait été créé en 1998 pour promouvoir la recherche et l’enseignement concernant l'œuvre de Henry David Thoreau. En 1993 sort une compilation intitulée Common Thread: The Songs of the Eagles, et une partie des recettes est reversée au Walden Woods Project. En 2005, un concert de collecte de fonds est organisé avec Elton John et d'autres artistes pour permettre d'acheter Brister's Hill, une partie de l'étang de Walden, afin d'en faire un sentier de randonnée.
Henley a cofondé en 1993 avec Dwight K. Shellman le Caddo Lake Institute, organisation à but non lucratif, pour promouvoir l'éducation et la recherche en matière d'écologie. Dans le cadre de la Caddo Lake Coalition, le Caddo Lake Institute œuvre pour la restauration et la protection de la zone humide du Texas, où Henley a passé une grande partie de son enfance. À la suite de la réussite de cette action, le lac Caddo a été inclus en tant que 13e site des États-Unis sur la liste des zones humides importantes de la Convention de Ramsar. La Convention de Ramsar est un traité intergouvernemental qui fournit un cadre d'action nationale et de coopération internationale pour la conservation et l'utilisation rationnelle des zones humides et de leurs ressources.[réf. nécessaire]
En 2000, Henley a cofondé la Recording Artists' Coalition, un groupe créé pour protéger les droits des musiciens contre les pratiques commerciales courantes de l'industrie de la musique. À ce titre, il a témoigné en 2001 devant le Comité Judiciaire du Sénat des États-Unis, et en 2003 devant le Comité sur le Commerce, les Sciences et les Transports du Sénat des États-Unis (en). 
Dans un entretien accordé à CNN en 2008, Henley a révélé qu'il contribuait à de nombreuses autres œuvres de bienfaisance telles que The Race to Erase MS (événement destiné à lutter contre la sclérose en plaques) et la Rhythm and Blues Foundation. Il est également membre du conseil consultatif de CuriosityStream (en). 
Partisan de longue date du parti démocrate, Henley a également été un généreux donateur pour ce parti lors des campagnes politiques. En 2008, le Washington Post a annoncé que Henley avait donné plus de 680 000 dollars à des candidats politiques depuis 1978. Plusieurs chansons de l'album des Eagles de 2007 Long Road Out of Eden (y compris la chanson-titre, écrite par Don Henley) critiquent vivement la guerre en Irak et autres aspects de la politique de l'administration Bush.

### Vie privée
En 1974, Henley a fréquenté Loree Rodkin ; leur rupture a inspiré la chanson Wasted Time et une partie des paroles de Hotel California. À la fin de 1975, Henley a commencé à fréquenter Stevie Nicks, chanteuse de Fleetwood Mac, alors que la relation de celle-ci avec le guitariste Lindsey Buckingham prenait fin. La relation a duré environ deux ans. Nicks a écrit plus tard la chanson Sara qui, selon Henley, concernait leur enfant à naître. Henley a ensuite entamé une relation avec l'actrice/modèle Lois Chiles (une des nombreuses actrices à être apparues dans un film de James Bond), ayant duré trois ans. 
Le 21 novembre 1980, Don Henley a appelé une ambulance à son domicile, où une jeune fille de 16 ans a été retrouvée nue, affirmant avoir fait une overdose de méthadone et de cocaïne. Elle a été arrêtée pour prostitution, tandis qu'une autre jeune fille âgée de 15 ans trouvée dans la maison a été arrêtée pour avoir consommé de la drogue. Don Henley a ensuite été inculpé pour avoir contribué à la délinquance d'une mineure, condamné à une amende de 2 500 dollars et soumis à une période de probation de deux ans. Il n'a plaidé aucun recours. Lois Chiles, qui n’était plus en couple avec Henley au moment de l’incident, a ensuite déclaré : « J’ai été choquée d’entendre parler de ça. Il n’y avait pas de drogue dans la maison. C’était un accident, j'en suis sûre. » L’attention médiatique suscitée par cet incident a été l’une des principales inspirations de sa chanson solo Dirty Laundry.
Au début des années 1980, Henley était fiancé à Maren Jensen, actrice de la série Battlestar Galactica. Son premier album solo I Can't Stand Still est dédié à cette dernière, qui chante également des chœurs sur la chanson Johnny Can't Read. Don et Maren se sont séparés en 1986. 
En 1995, Henley a épousé Sharon Summerall. Étaient présents au mariage : Bruce Springsteen, Sting, Billy Joel, John Fogerty, Jackson Browne, Sheryl Crow, Glenn Frey ou encore Tony Bennett. Henley a écrit plus tard la chanson Everything Is Different Now de l'album Inside Job pour Sharon. Cette dernière est atteinte d'une sclérose en plaques. Ils ont eu trois enfants ensemble, deux filles et un garçon.
En 2012, on estimait que Henley était le quatrième batteur le plus riche au monde, derrière Ringo Starr, Phil Collins et Dave Grohl, avec une fortune d'environ 200 millions de dollars. 
En 2019, il réside à Dallas, au Texas, avec son épouse et ses enfants. Il a également une maison à Hollywood, en Californie.

### Récompenses et nominations
Henley a remporté deux Grammy Awards et a été reconnu personnalité de l'année 2007 par MusiCares, la branche caritative de la Recording Academy, la société qui attribue les Grammy Awards. Il a également remporté de nombreux autres prix tels que des MTV Music Video Awards, pour The Boys Of Summer en 1985 et The End of the Innocence en 1990. 
En mai 2012, Henley a reçu un doctorat honorifique en musique du Berklee College of Music, avec Timothy B. Schmit, Joe Walsh et Glenn Frey.
En 2015, Henley a reçu le Trailblazer Award du Americana Music Honors & Awards.

## Discographie

### The Four Speeds

#### Singles
- 1964 : Why Did You Leave Me/Bedrock – Don Henley à la batterie et au chant.
- 1964 : Variety / El Santa – Don Henley à la batterie et au chant.

### Felicity

#### Single
- 1967 : Hurtin' / I'll Try It – Don Henley à la batterie.

### Shiloh

#### Singles
- 1969 : Jennifer (O My Lady) / Tell Me To Get Out Of Your Life - Don Henley à la batterie et au chant – Produit par Kenny Rogers.
- 1970 : Simple Little Down Home Rock And Roll Love Song For Rosie / Down On The Farm – Don Henley à la batterie – Produit par Kenny Rogers.

#### Album
- 1970 : Shiloh – Don Henley à la batterie et chant – Produit par Kenny Rogers.

### Eagles

#### Albums studio
- 1972 : Eagles
- 1973 : Desperado
- 1974 : On the Border
- 1975 : One of These Nights
- 1976 : Hotel California
- 1979 : The Long Run
- 2007 : Long Road Out of Eden

#### Albums en concert
- 1980 : Eagles Live
- 1994 : Hell Freezes Over
- 2005 : Farewell 1 Tour – Live From Melbourne
- 2019 : Hell Freezes Over Again – Réédition sous forme d'un coffret de 2 disques vinyle : http://www.umusic.ca/press-releases/hell-freezes-over-again-25-years-later-with-special-double-180g-vinyl-release-of-the-eagles-historic-reunion-album-out-march-8/

#### Compilations
- 1976 : Their Greatest Hits (1971–1975)
- 1982 : The Eagles Greatest Hits, Vol. 2
- 1984 : The Best of the Eagles
- 1994 : The Very Best of The Eagles
- 2000 : Selected Works: 1972-1999 – Coffret de 4 CD
- 2003 : The Very Best of The Eagles – The Complete Greatest Hits – 2 CD
- 2005 : Eagles – Coffret 7 CD + 1 CD Single
- 2013 : The Studio Albums 1972-1979 – Coffret 6 CD comprenant les albums studio originaux enregistrés entre 1972 et 1979
- 2017 : Their Greatest Hits Volumes 1 & 2 – Regroupe les deux premières compilations parues en 1976 et 1982
- 2017 : Legacy – Coffret 12 CD / 1 DVD / 1 Blu-Ray

#### Vidéos
- 1994 : Hell Freezes Over
- 2005 : Farewell 1 Tour – Live From Melbourne
- 2013 : History of the Eagles : The Story Of An American Band

### Solo

#### Albums studio
- 1982 : I Can't Stand Still
- 1984 : Building the Perfect Beast
- 1989 : The End of the Innocence
- 2000 : Inside Job
- 2015 : Cass County

#### Albums en concert
- 2000 : Live: Inside Job

#### Compilations
- 1995 : Actual Miles: Henley's Greatest Hits
- 2009 : The Very Best of Don Henley

#### Vidéos
- 2000 : Live: Inside Job

### Collaborations
- 1972 : Linda Ronstadt album éponyme de Linda Ronstadt – Don Henley à la batterie sur 6 chansons, chœurs sur trois chansons.
- 1974 : Good Old Boys de Randy Newman – Don Henley aux chœurs avec Glenn Frey et Bernie Leadon des Eagles.
- 1974 : Heart Like a Wheel de Linda Ronstadt – Batterie sur une chanson.
- 1974 : Souvenirs de Dan Fogelberg – Batterie et chœurs sur deux chansons.
- 1974 : So What de Joe Walsh – Chant et chœurs.
- 1976 : Hasten Down the Wind de Linda Ronstadt – Batterie, chant et chœurs.
- 1976 : Black Rose de J.D. Souther – Chant et chœurs.
- 1977 : Nether Lands de Dan Fogelberg – Chœurs sur trois chansons.
- 1977 : Simple Dreams de Linda Ronstadt – Chant et chœurs sur Blue Bayou.
- 1978 : But Seriously, Folks... de Joe Walsh – Chœurs.
- 1978 : The Best of Joe Walsh de Joe Walsh – Chant et chœurs.
- 1979 : You're Only Lonely de J.D. Souther – Chant.
- 1979 : Christopher Cross de Christopher Cross - Chœurs sur une chanson.
- 1981 : The Innocent Age de Dan Fogelberg – Chœurs sur une chanson.
- 1981 : Bella Donna de Stevie Nicks – Batterie, chant et chœurs sur deux chansons.
- 1982 : Fast Times at Ridgemont High Movie Soundtrack (artistes variés) – Sur Love Rules.
- 1983 : Another Page de Christopher Cross - Chœurs sur 2 chansons.
- 1983 : Trouble in Paradise de Randy Newman – Sur Take Me Back et Christmas In Capetown.
- 1983 : You Bought It, You Name It de Joe Walsh – Chœurs sur Here We Are Now.
- 1984 : Home by Dawn de J.D. Souther – Chant et chœurs.
- 1984 : Playin' It Cool de Timothy B. Schmit – Batterie, percussions et chœurs.
- 1985 : Vision Quest Soundtrack (artistes variés) – Chant sur She's on the Zoom.
- 1986 : The Color Of Money – The Original Motion Picture Soundtrack (artistes variés) – Chant sur Who Owns This Place?.
- 1988 : Back of My Mind de Christopher Cross - Chœurs sur une chanson.
- 1992 : Chalk Mark in a Rain Storm de Joni Mitchell – Chante en duo avec Joni sur Snakes and Ladders.
- 1992 : Leap of Faith Original Soundtrack (artistes variés) – Chant sur Sit Down, You're Rockin' the Boat.
- 1992 : Hearts in Armor de Trisha Yearwood – Chœurs sur une chanson.
- 1992 : Sometimes Love Just Ain't Enough de Patty Smyth (sortie uniquement en single) – Chante en duo avec Patty.
- 1992 : Amused to Death de Roger Waters – Chant sur Watching TV.
- 1993 : Get A Grip d'Aerosmith – Sur Amazing.
- 1994 : Kermit Unpigged de Kermit The Frog – Sur Bein' Green, en duo avec Kermit la Grenouille.
- 1994 : The Unplugged Collection, Volume 1 (artistes variés) – Sur Come Rain or Come Shine.
- 1995 : Randy Newman's Faust de Randy Newman – Don interprète le rôle de Henry Faust dans cette comédie musicale de Randy Newman.
- 1995 : Leaving Las Vegas Movie soundtrack (artistes variés) – Sur Come Rain or Come Shine
- 1995 : Tower of Song – The Songs of Leonard Cohen (artistes variés, reprises de Leonard Cohen) – Sur Everybody Knows.
- 1996 : Music from the Motion Picture Michael (artistes variés) – Sur Through Your Hands.
- 1998 : Enchanted de Stevie Nicks – Batterie et chant sur tout l'album.
- 2001 : Earl Scruggs and Friends de Earl Scuggs – Sur Passin' Thru avec Earl Scuggs et Johnny Cash.
- 2004 : Enjoy Every Sandwich: The Songs of Warren Zevon - Artistes variés - Avec Warren Zevon – Sur Searching for a Heart.
- 2006 : Last Man Standing de Jerry Lee Lewis – Sur What Makes the Irish Heart Beat, en duo avec Jerry Lee.
- 2006 : Water & Bridges de Kenny Rogers – Duo vocal sur une chanson.
- 2007 : Last Man Standing Live de Jerry Lee Lewis – Chœurs (avec aussi Tom Jones, Kris Kristofferson, John Fogerty, Ron Wood, etc).
- 2007 : Reba: Duets de Reba McEntire – Duo vocal sur une chanson.
- 2009 : The Blue Ridge Rangers Rides Again de John Fogerty – Sur Garden Party, avec John Fogerty et Timothy B. Schmit.
- 2011 : This Is Country Music de Brad Paisley – Sur Love Her Like She's Leavin.
- 2018 : Restoration: Reimagining the Songs of Elton John and Bernie Taupin (artistes variés, reprises de chansons du duo) – Sacrifice en duo avec Vince Gill.